# Dareios (Sohn des Xerxes I.)
Dareios (altpersisch Dārayavauš; † 4. August 465 v. Chr.) war ein Angehöriger der persischen Achämenidendynastie im 5. vorchristlichen Jahrhundert. Er war der älteste Sohn und potentieller Thronfolger des Großkönigs Xerxes I. und der Amestris.
479 v. Chr. wurde Dareios in Sardes mit einer Tochter des Masistes namens Artaynte verlobt, in die sich allerdings dann sein eigener Vater verliebte. Noch in der Nacht der Ermordung Xerxes’ I. durch den Wesir Artabanos hatte dieser wiederum den Prinzen Dareios bei dessen jüngerem Bruder Artaxerxes I. als Drahtzieher des Attentats denunziert, worauf Dareios sofort hingerichtet wurde.